# Sedan
Sedan je mesto in občina v severni francoski regiji Šampanja-Ardeni, podprefektura departmaja Ardeni. Leta 2005 je mesto imelo 20.300 prebivalcev.

## Geografija
Kraj se nahaja v pokrajini Šampanji ob zavoju reke Meuse v bližini meje z Belgijo.

## Administracija
Sedan je sedež treh kantonov:
- Kanton Sedan-Sever (del občine Sedan, občine La Chapelle, Fleigneux, Floing, Givonne, Glaire, Illy: 11.198 prebivalcev),
- Kanton Sedan-Vzhod (del občine Sedan, občine Balan, Bazeilles, Daigny, Escombres-et-le-Chesnois, Francheval, La Moncelle, Pouru-aux-Bois, Pouru-Saint-Remy, Rubécourt-et-Lamécourt, Villers-Cernay: 15.075 prebivalcev),
- Kanton Sedan-Zahod (del občine Sedan, občine Bosseval-et-Briancourt, Chéhéry, Cheveuges, Donchery, Noyers-Pont-Maugis, Saint-Aignan, Saint-Menges, Thelonne, Villers-sur-Bar, Vrigne-aux-Bois, Wadelincourt: 16.076 prebivalcev).

Mesto je prav tako sedež okrožja, v katerem se nahajajo poleg njegovih še kantoni Carignan, Mouzon in Raucourt-et-Flaba z 62.096 prebivalci.

## Zgodovina
Sedan je bil v 16. stoletju zatočišče protestantskih beguncev v času verskih vojn.
Do leta 1651 je kneževina Sedan pripadala družini La Tour d'Auvergne.
V času francosko-pruske vojne je bil 2. septembra 1870 v bitki pri Sedanu zajet francoski cesar Napoleon III. skupaj s 100,000 svojimi možmi. V spomin na ta dogodek je bil v združeni Nemčiji vse do konca prve svetovne vojne 2. september razglašen za državni praznik "Dan Sedana" (Sedantag).
Med drugo svetovno vojno je nemška vojska po zavzetju Belgije prečkala reko Meuse pri Sedanu in s tem zaobšla močan francoski sistem utrdb, Maginotovo linijo.

## Zanimivosti
Sedan je na seznamu francoskih umetnostno-zgodovinskih mest.
V 17. stoletju je po zgledu kalvinske akademije v Ženevi v kraju delovala cerkvena akademija, prvotno kolegial, ukinjena 1681.
Danes je Sedan poznan po gradu (začetek gradnje 1424), ki je največji utrjeni srednjeveški grad v Evropi s površino 30,000 m² v 7 nivojih. Je edini ostanek nekoč mogočnih fortifikacij v in okoli kraja.
- Hôtel de Ville (1613), le Palais des Princes (1614) francoskega arhitekta Salomona de Brosseja,
- cerkev Karla Boromejskega (Robert de Cotte, 1685),
- Alzaško-lorenski trg s spomenikom padlim v vojni 1870 (Aristide Croisy).

## Pobratena mesta
- Eisenach (Turingija, Nemčija);